# Bissezeele
Bissezeele är en kommun i departementet Nord i regionen Hauts-de-France i norra Frankrike. Kommunen ligger i kantonen Bergues som tillhör arrondissementet Dunkerque. År 2022 hade Bissezeele 242 invånare.

## Befolkningsutveckling
Antalet invånare i kommunen Bissezeele
| Referens: INSEE |